# 瞳の中の天国
『瞳の中の天国』（ひとみのなかのてんごく）は、スターダストレビュー22枚目のシングル。1991年10月10日に発売された。

## 収録曲
全作編曲：三谷泰弘
1. 瞳の中の天国
作詞：三谷泰弘
2. Destiny
作詞：林紀勝